# Mirosław Rzepkowski
Mirosław Tadeusz Rzepkowski (ur. 19 czerwca 1959 we Wrocławiu) – polski wojskowy, rolnik i sportowiec specjalizujący się w strzelectwie. Srebrny medalista Igrzysk Olimpijskich w Atlancie w strzelaniu śrutowym do rzutków (skeet).

## Życiorys
Od 1973 do 2000 pozostawał zawodnikiem Śląska Wrocław, gdzie trenował strzelectwo, koncentrując się na strzelaniu śrutowym do rzutków. Dziewięciokrotnie uzyskiwał tytuł Mistrza Polski. Największe sukcesy międzynarodowe odnosił w 1996, zdobył wówczas srebrny medal na igrzyskach olimpijskich, zajął w tym samym roku drugie miejsce w Pucharze Świata.
Z zawodu tokarz-frezer, ukończył Zespół Szkół Mechanicznych we Wrocławiu. Był zawodowym wojskowym (dosłużył się stopnia starszego sierżanta
sztabowego), zajął się rolnictwem, prowadząc własne gospodarstwo rolne o powierzchni 20 hektarów. Po zakończeniu kariery sportowej zamieszkał w Pisarzowicach. W 2011 był kandydatem PSL w wyborach do Sejmu w okręgu wrocławskim.
W 1996 odznaczony Złotym Krzyżem Zasługi.